# Alfreda di Crowland
Alfreda di Crowland (Regno di Mercia, VIII secolo – Crowland, 835) è stata una religiosa britannica.
È conosciuta anche con diversi altri nomi, fra i quali Afreda, Alfritha, Aelfnryth, Etelreda, Etheldritha ed Etheldreda; il suo nome anglosassone Ælfthryth o Ælfþryð, sarebbe tradotto nell'odierno italiano Elfrida.

## Biografia
Alfreda era figlia di re Offa di Mercia, promessa in sposa a sant'Etelberto dell'Anglia orientale; egli si recò presso la corte di Offa per chiedere la mano della fanciulla, ma venne assassinato dalla regina, Cynethryth, per una congiura. A quel punto, inorridita, Alfreda lasciò la corte e si ritirò a Crowland, facendosi monaca benedettina e vivendo da anacoreta, reclusa in una cella vicino all'altare maggiore dell'abbazia di Crowland. Ivi rimase fino alla sua morte, avvenuta nell'835 (o comunque dopo l'833). Anche sua sorella Aelfreda perse il marito a causa degli intrighi dei genitori.
Le reliquie erano conservate nell'abbazia stessa, ma andarono distrutte nell'870, a seguito di una razzia da parte dei danesi.